# Disa roeperocharoides
Disa roeperocharoides är en orkidéart som beskrevs av Friedrich Fritz Wilhelm Ludwig Kraenzlin. Disa roeperocharoides ingår i släktet Disa och familjen orkidéer. Inga underarter finns listade i Catalogue of Life.